# Schönauerhof
Der Schönauerhof ist ein denkmalgeschütztes Gebäude in Rheinfelden im Kanton Aargau. Es befindet sich im Westen der Altstadt an der Bahnhofstrasse, in der Nähe der Stadtkirche St. Martin. Das gotische Bauwerk stammt in seinem Kern aus dem 16. Jahrhundert und ist nach den Freiherren von Schönau benannt.

## Geschichte
Wie das benachbarte Hugenfeldschulhaus steht der Schönauerhof auf dem Areal der früheren «alten Burg», einer kleinen Burg der Grafen von Rheinfelden, die im 10. oder 11. Jahrhundert als Sicherung des Rheinübergangs  errichtet worden war. Das heutige Gebäude an der Westseite der Bahnhofstrasse (früher Beuggengasse genannt) entstand um das Jahr 1523, als Rudolf von Schönau ein Gebäude an der einmündenden Tempelgasse einbeziehen liess. Aus dieser Zeit stammen Gewölbekeller und Erdgeschoss. Dach, Fenster und Böden mussten 1678 nach französischem Artilleriebeschuss während des Holländischen Krieges repariert werden.
Wegen Geldmangels verkauften die Schönauer das Haus in den 1720er Jahren. Rentmeister Tobias Tanner veranlasste 1767 den Bau eines neuen Dachstuhls und die Teilung des Parterrekorridors. Um 1850 wurde ein zweiter Gewölbekeller ausgehoben. 1864 folgten Fassadenregulierung, Neuausbau des Treppenturms und Anbau einer rückwärtigen Veranda. 1931 folgte der Anbau einer Garage, 1955 der Umbau des ersten Obergeschosses. Nachdem 1985 die Südhälfte des Erdgeschosses umgebaut worden war, wurde die Fassade 2003 einer Renovierung unterzogen.

## Bauwerk
Äusserlich ist der Schönauerhof ein schmuckloser, ungegliederter Kubus mit grossflächigem Halbwalmdach sowie vier strassenseitigen und drei giebelseitigen Fensterachsen. Auf der Rückseite steht ein viergeschossiger Treppenturm mit steilem, pyramidenförmigem Helm. Ein im Jahr 1870 angelegter Landschaftsgarten erstreckt sich bis an die Ringmauer. In der Nordwestecke des Gartens steht ein Pavillon aus den 1930er Jahren. Der 1523 datierte Türsturz des Gartentors ist mit einem Allianzwappen verziert (Schönau/Blarer von Girsberg).
Unter dem nördlichen Hausdrittel liegt ein bis ins 14. Jahrhundert zurückreichender Gewölbekeller. Diesem ist an der Ostseite ein deutlich weniger eingetiefter, schmaler Gewölbekeller vorgelagert; die Kellertreppe mündet in einer doppelflügeligen Tür im Mittelkorridor des Erdgeschosses. Die drei nördlichen Räume des Erdgeschosses besitzen je zwei gotische Türgewände. Der Treppenturm ist mit einem Briefpostaufzug von 1864 ausgestattet. Vom Interieur des 19. Jahrhunderts ist insbesondere ein Kastenofen mit Terrakottafries erwähnenswert.